# 帕爾馬爾 (桑坦德省)
帕爾馬爾是哥倫比亞的城鎮，位於該國東北部，由桑坦德省負責管轄，始建於1754年，面積250平方公里，海拔高度689米，2005年人口2,015，人口密度每平方公里8.06人。
6°35′N 73°15′W / 6.583°N 73.250°W